# Stefan Babiński
Stefan Adam Babiński (ur. 8 sierpnia 1928 w Łodzi, zm. 6 listopada 2009 tamże) – polski lekarz, doktor nauk medycznych, naukowiec, publicysta i pedagog. 

## Życiorys
Urodził się w rodzinie nauczycielskiej o tradycjach lekarskich. Jego wujem był profesor Zygmunt Radliński – nestor chirurgów polskich. 
W 1958 Stefan Babiński ukończył studia medyczne, uzyskując stopień lekarza medycyny i w 1959 rozpoczął pracę. W latach 1966–1972 pracował na stanowisku starszego asystenta I Kliniki Chorób Wewnętrznych Wojskowej Akademii Medycznej w Łodzi. Prowadził również zajęcia dydaktyczne ze słuchaczami WAM. W okresie pracy w WAM opublikował około 20 prac naukowych.
14 grudnia 1971 uzyskał stopień doktora nauk medycznych pracą Wpływ iperytu azotowego oraz sarinu na układ lizosomalny komórki wątrobowej w doświadczeniu in vitro. Poza pracą dydaktyczną pracował w poradni rejonowej oraz prowadził, w ramach kliniki, Poradnię Diabetologiczną. Od 1972 do 1989 pracował w szpitalu MSW w Łodzi. Jako specjalista II stopnia w zakresie chorób wewnętrznych przeszedł w tym szpitalu drogę kariery lekarskiej od starszego asystenta, poprzez kierowanie oddziałem wewnętrznym jako ordynator (1974–1985), a skończywszy na stanowisku zastępcy dyrektora do spraw lecznictwa (1985–1989). W 1989 przeszedł na emeryturę.
W latach 1974–1985 był członkiem komitetu redakcyjnego „Problemy Lekarskie”, a do 1986 sprawował funkcję przewodniczącego koła naukowego szpitala MSW. Był członkiem Polskiego Towarzystwa Lekarskiego, Internistycznego, Diabetologicznego oraz Europejskiego Towarzystwa Badań nad Cukrzycą (EASD).

## Odznaczenia
- 1971: Odznaka Honorowa Miasta Łodzi
- 1975: Złoty Krzyż Zasługi
- 1983: Krzyż Kawalerski Orderu Odrodzenia Polski
- 1990: Krzyż Oficerski Orderu Odrodzenia Polski